# 클라스 올든버그
클라스 올든버그(영어: Claes Oldenburg, 1929년 1월 28일~2022년 7월 18일)는 스웨덴 태생의 미국의 조각가이다. 앤디 워홀 등과 함께 대표적인 팝아트 미술가로 일상 생활에서 매우 흔한 물건을 매우 거대하게 복제하는 공공 미술, 설치가로 잘 알려져있다. 이외에도 일상에서 익숙한 소프트 조각을 제작하였다. 대한민국에서는 서울특별시 청계광장에 스프링을 제작하였다.

## 생애

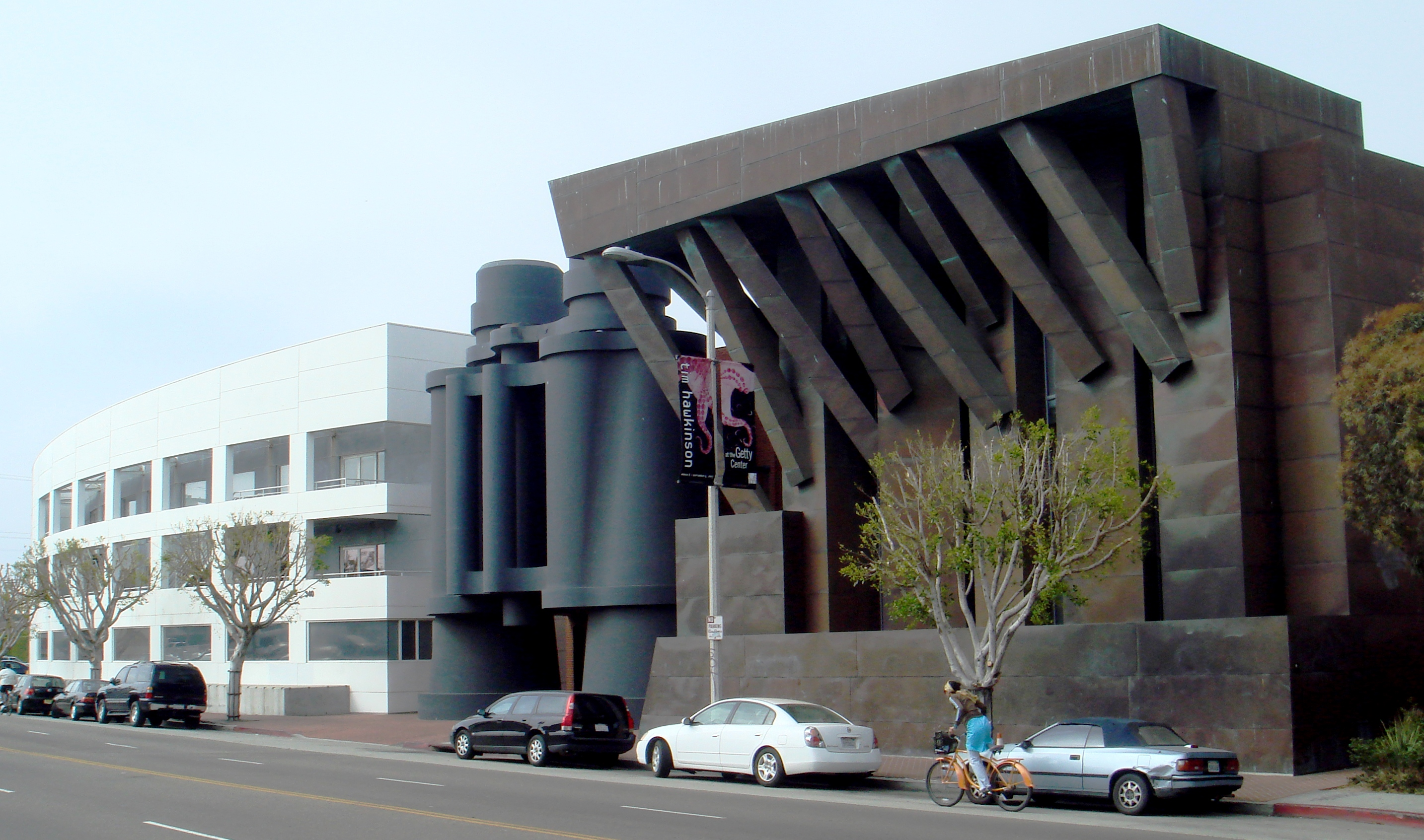
TBWA/CHIAT/DAY 본사 입구

올든버그는 스웨덴 외교관의 아들로 스톡홀름에서 태어났다. 1936년 가족과 함께 미국으로 이주하여 처음에는 뉴욕, 다음에는 시카고에서 살았다. 시카고 라틴 스쿨을 졸업하고 1946년부터 1950년까지 예일 대학에서 수학하였다. 그런 다음 시카고로 돌아가 시카고 미술관 부속 미술대학에서 폴 비그하르트의 지도 아래 1954년까지 공부했다.
올든버그는 그 기술을 연마하면서 시카고 시 뉴스국(City News Bureau)에서 기자로 일했다. 그때 자신의 스튜디오를 열었다. 1953년 미국으로 귀화했다. 처음 팔린 올든버그의 미술 작품은 시카고 57회 거리 예술 박람회였고, 그곳에서 그는 5점의 작품을 25 달러에 판매했다. 1956년 뉴욕으로 돌아온 올든버그는 그때 짐 다인, 레드 구루무스, 앨런 캐프로 등 많은 예술가들과 알게 되었다. 그들의 "《해프닝》"은 연극의 모양새를 도입하였고, 미술계에서 우세를 자랑하던 추상 표현주의에 새로운 대안을 제시했다.
올든버그의 작품에서 인상적인 것은 거대한 조각군이다. 매우 거대하지만, 쌍방향적인 가능성을 가지고 있었다. 그 대표적인 작품이 참가자가 공기를 주입하지 않으면 시들어 버리는 버리는 전차 위에 직립한 거대한 립스틱 소프트 조각 《무한궤도 트랙 위의 립스틱》이다. 1974년 이 작품은 견고한 알루미늄으로 다시 만들어졌다. 원래는 예일 대학 휴이트 광장에 위치했지만, 현재는 모스 칼리지(Morse College)의 캠프스에 존재한다.
일상적인 사물을 거대하게 조각한 올든버그의 작품의 대부분은 대중 예술에 엉뚱하고, 통찰력이 풍부한 즐거움을 부여하였다고 환영받기 전에 먼저 대중의 조롱을 샀다. 1960년대 올든버그는 팝 아트 운동에 동참하여 당시의 창작 공연 예술이었던 "해프닝"에 참가했다. 올든버그가 자신의 작품에 붙인 이름은 "레이 암 극장 (광선총 극장)"이었다. 올든버그의 첫 번째 아내 팻 무스킨스키(결혼 기간은 1960년에서 1970년은 올든버그 초기 소프트 조각의 대부분을 재봉했다.)는 올든버그의 "해프닝"의 상설 공연자였다. 예술에 유머러스한 접근을 많이 한 그의 이러한 무모한은 그 성격으로 예술이 "깊은 데서 유래한다" 표현 또는 개념을 취급하는 일반 감각은 매우 승산이 있었다. 올든버그의 대담한 예술은 처음에는 일부의 지지 밖에 얻지 않았지만, 곧 오늘날까지 계속 이어지는 대단한 대중성을 확보하게 된다.
1976년 이후, 올든버그는 독일계 미국인의 팝 조각가 코샤 밴 브룽겐(Coosje van Bruggen)과 공동으로 제작 작업에 참여한 것을 인연으로 둘은 1977년에 결혼했다.
독립된 프로젝트 외에도 올든버그는 가끔 건축 프로젝트에도 참가하였다. 그 중 가장 유명한 것은 캘리포니아주 로스앤젤레스의 베니스(Venice)에 있는 TBWA/CHIAT/DAY 본사 빌딩의 메인 엔트런스에 서 있는 거대한 검은 쌍안경이다.
2006년 9월 29일에는 서울 청계광장의 스프링을 완공하였다. 이 작품은 코샤 밴 브룽겐과의 공동작품이다. 이 작품은 청계천에서 샘솟는 물을 표현하기 위해 하단부에 샘을 만들었고 밤에는 조형물 앞에 설치된 사각 연못에 원형 입구가 비쳐 보름달이 뜬 것처럼 보이게 했다.

## 갤러리

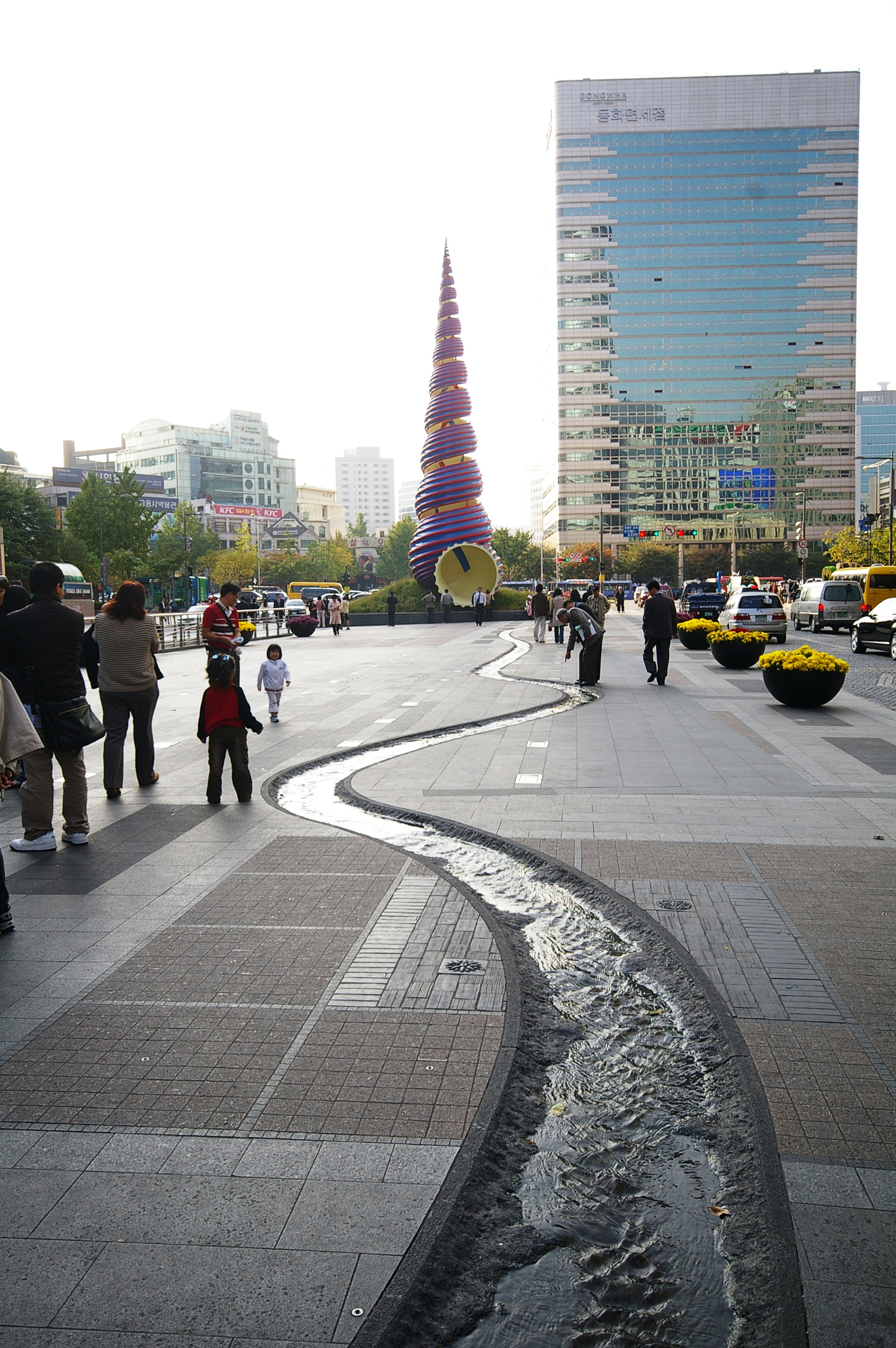
스프링 (Spring) 2006년, 서울
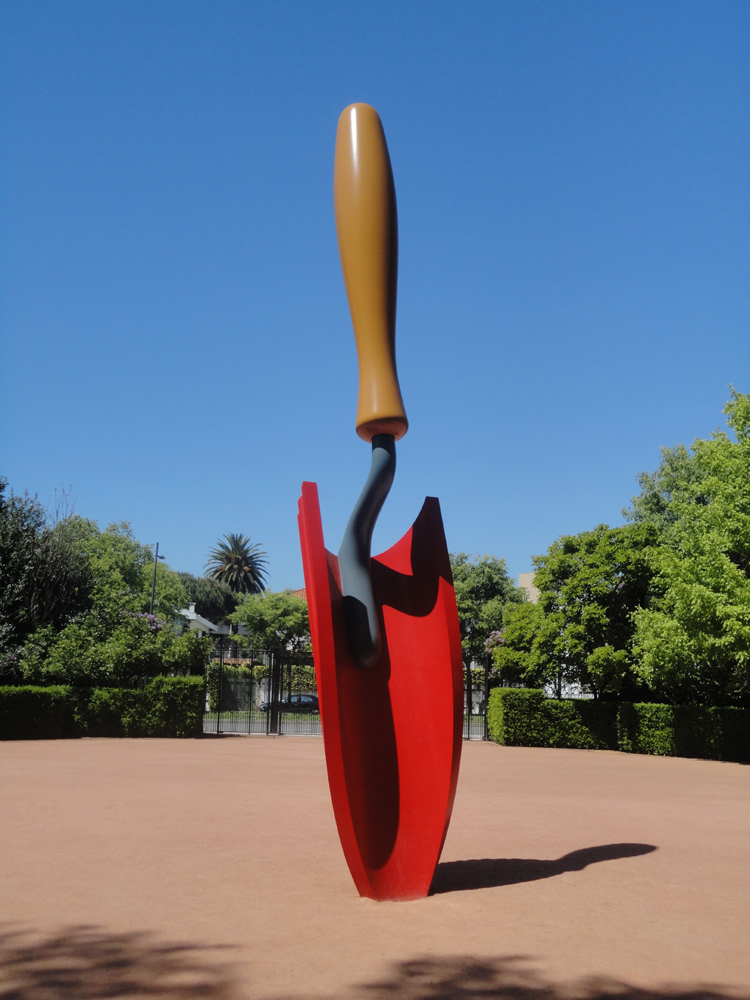
Plantoir 2001년, 포르투
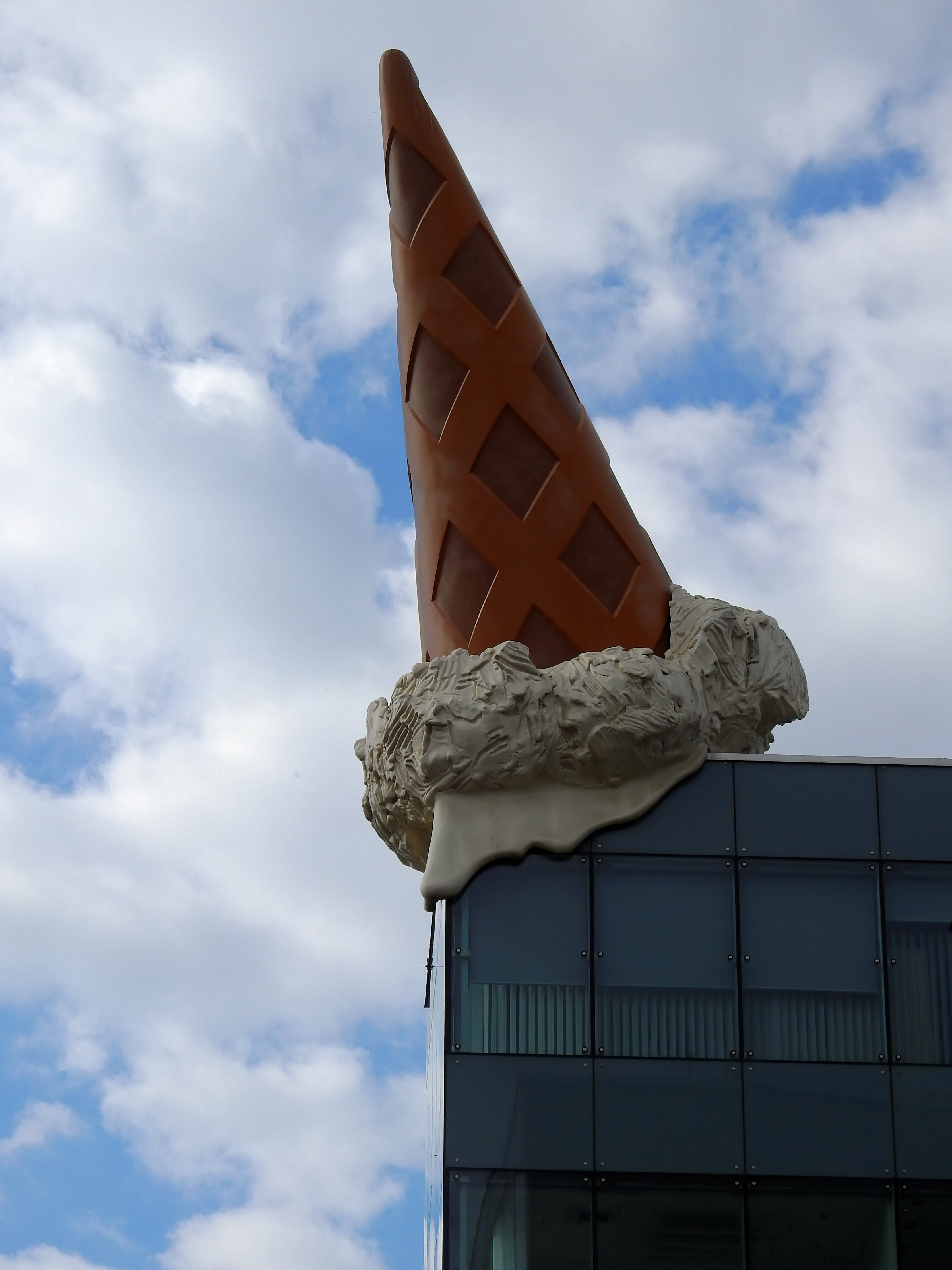
떨어트린 아이스크림 콘 2001년, 쾰른
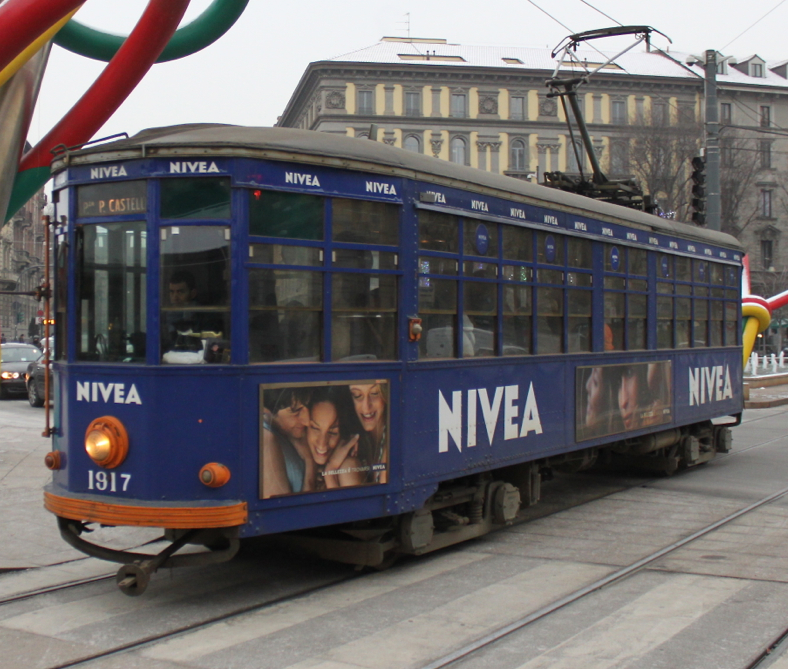
바늘, 실 그리고 매듭(Needle, Thread and Knot) 2000년, 밀라노
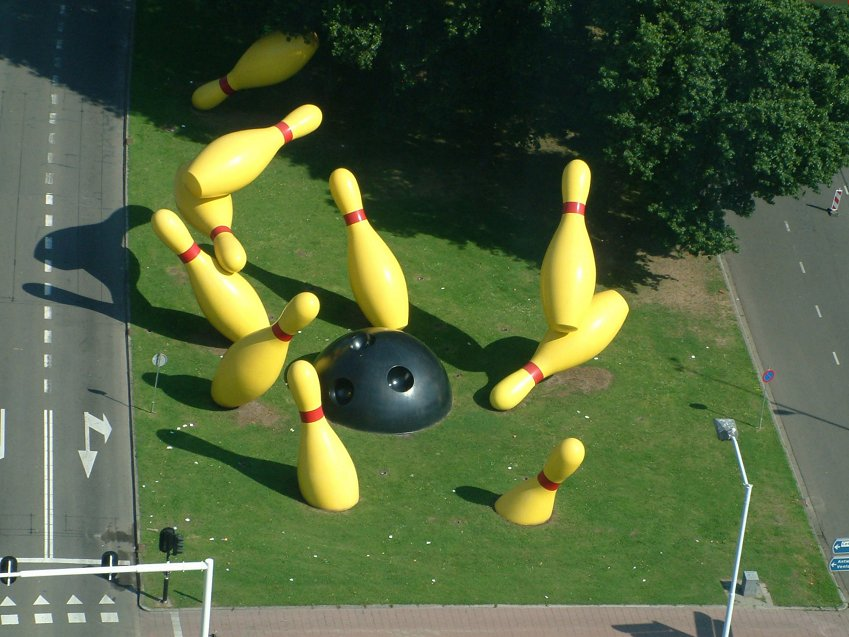
휘날리는 핀들 (Flying Pins) 2000년, 에인트호번
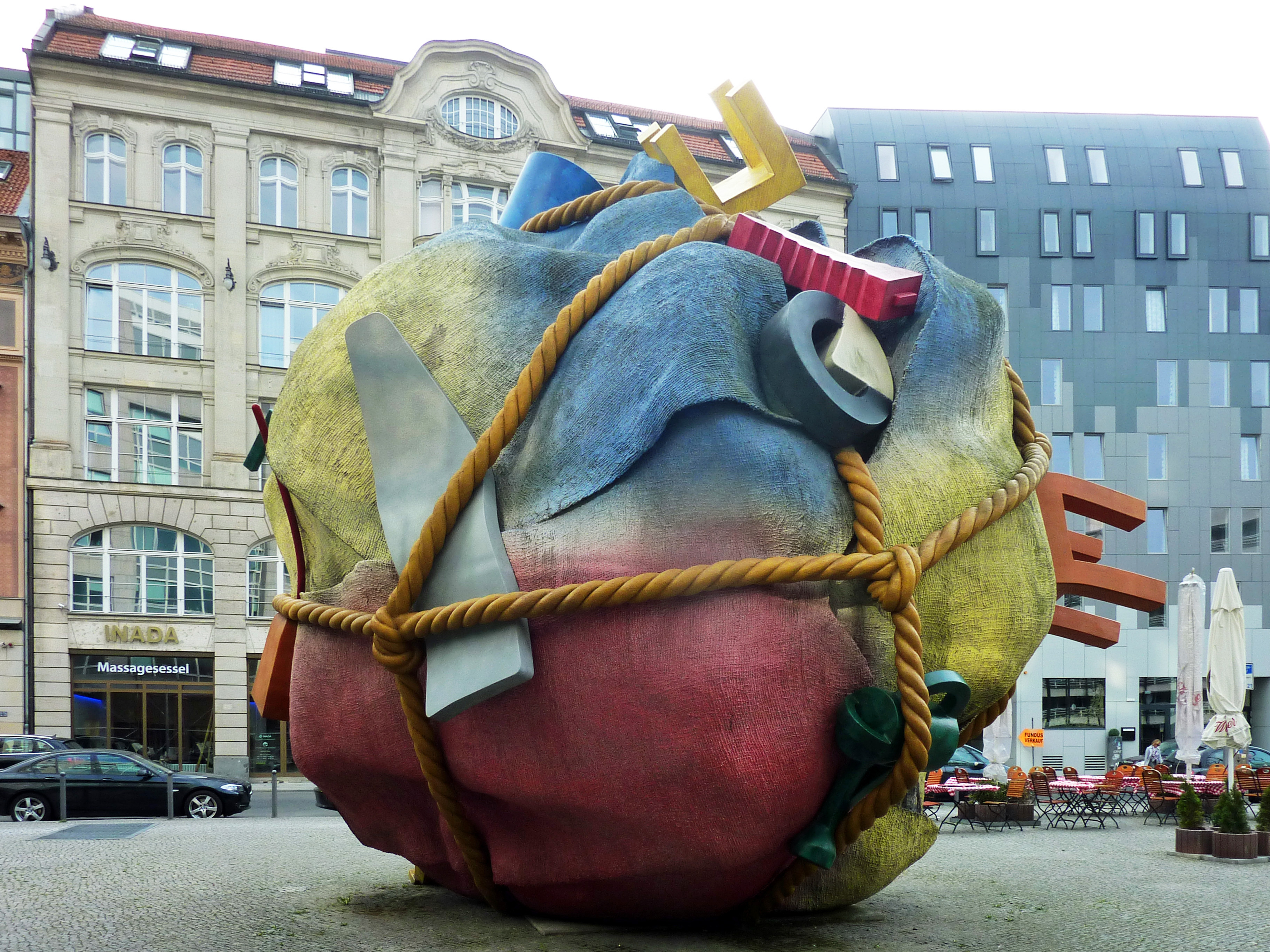
하우스볼 (Houseball) 1996년, 베를린
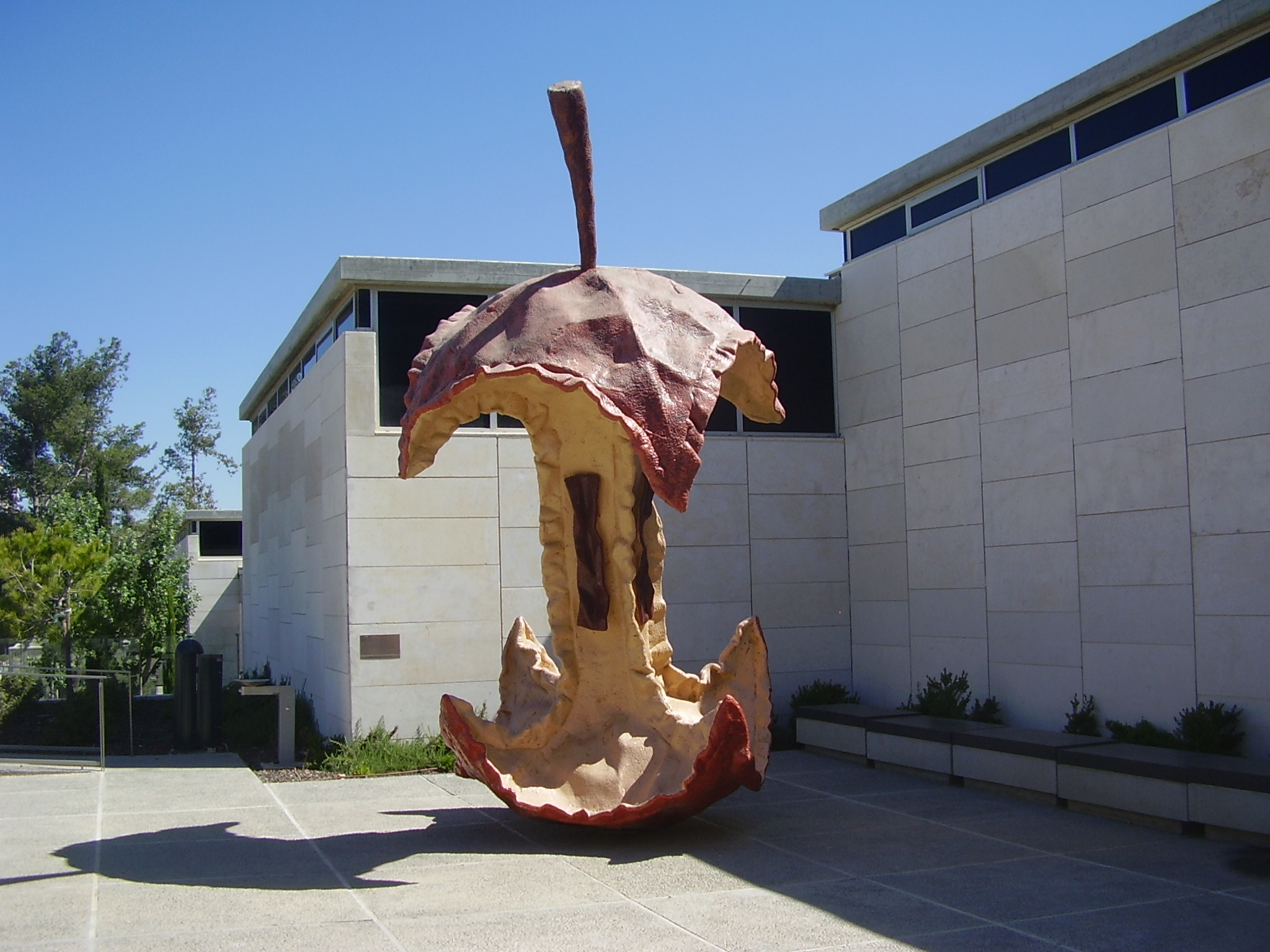
Klokhuis 1992년, 예루살렘
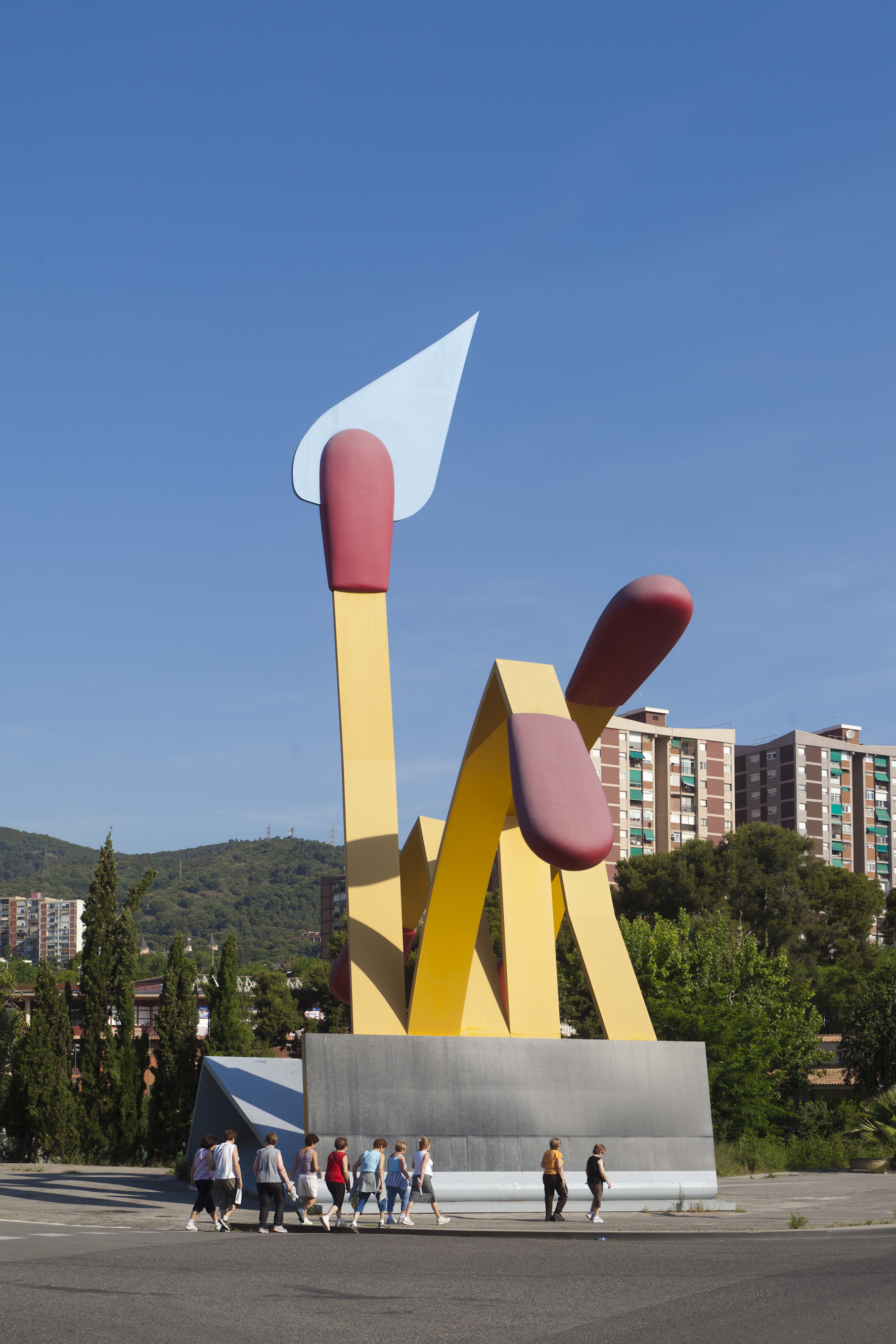
Mistos 1992년, 바르셀로나
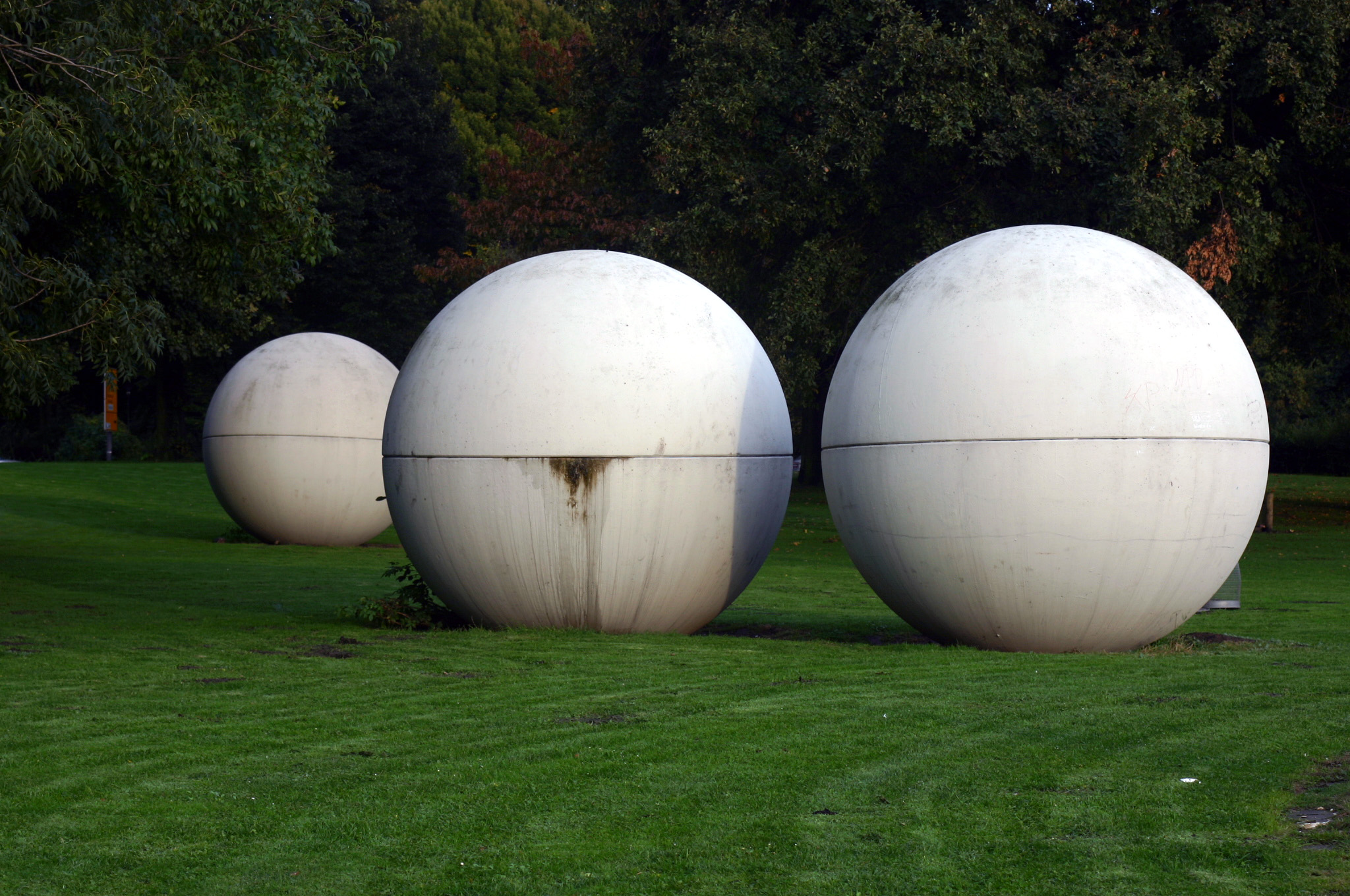
거대한 풀볼들 (Giant Pool Balls) 1977년, 뮌스터
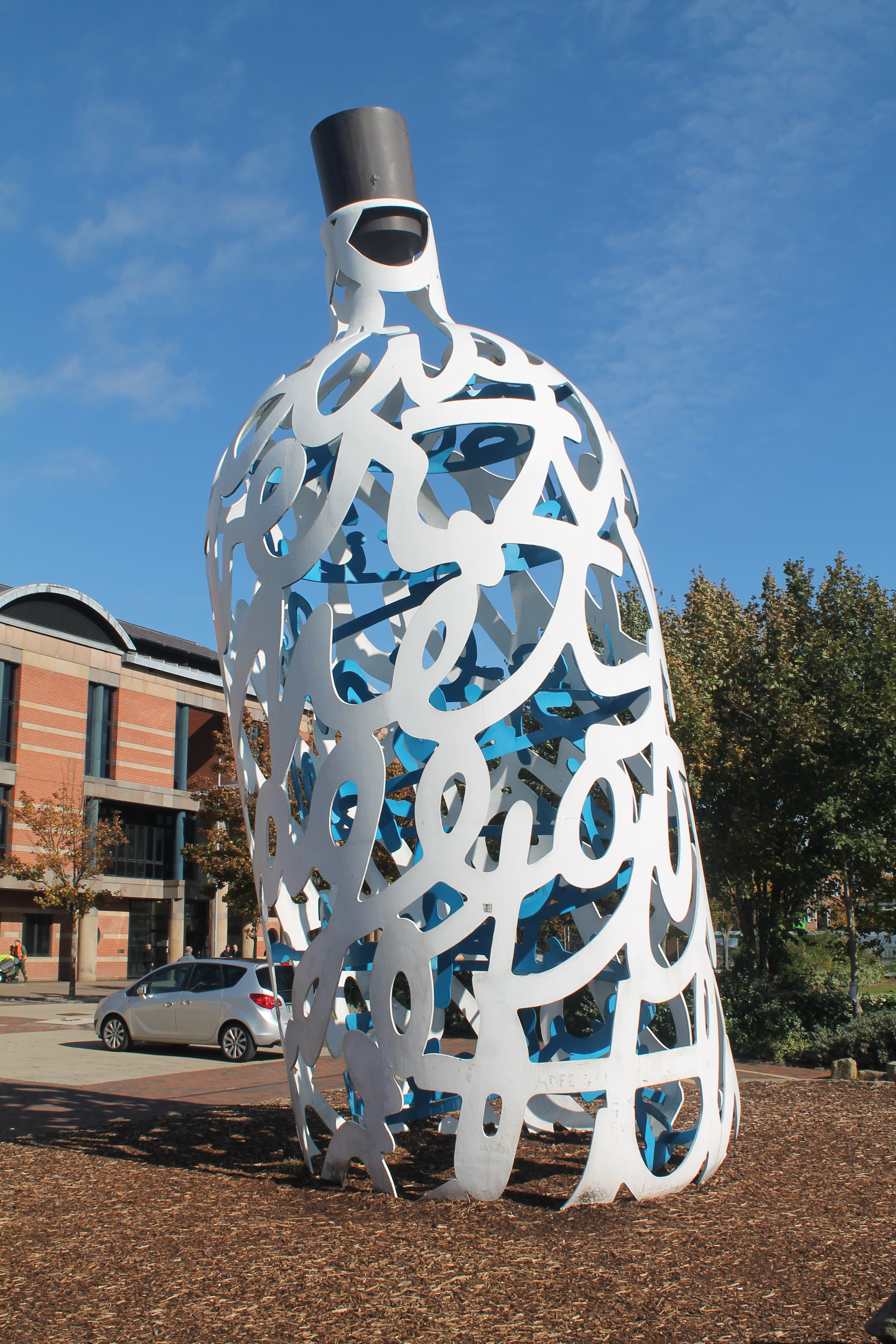
메모의 병(Bottle of Notes), 미들즈브러

## 같이 보기
- 스프링
- 앤디 워홀
- 팝 아트